# Fritz Bopp (Politiker)
Fritz Bopp, auch Friedrich Bopp (* 14. Januar 1863 in Dielsdorf; † 27. Januar 1935 in Bülach), war ein Schweizer Journalist, Dichter und Politiker.

## Leben

### Familie
Fritz Bopp war der Sohn des Kleinlandwirts und Viehhändlers Salomon Bopp († 1896) und von dessen Ehefrau Katharina (geb. Lips); er hatte noch drei Geschwister.
Er war seit 1899 mit Elisabetha, der Tochter des Landwirts Hans Konrad Meier aus Bülach, verheiratet.

### Werdegang
Nach Beendigung der Primar- und Sekundarschule, die er für ein Jahr besucht hatte, war Fritz Bopp auf dem elterlichen Hof und später als Notariatsgehilfe tätig. In dieser Zeit bildete er sich autodidaktisch weiter und veröffentlichte seine ersten journalistischen und dichterischen Arbeiten.
Von 1887 bis 1888 war er als Redaktor der in Dielsdorf verlegten Zeitung Der Wehntaler tätig sowie von 1895 bis 1896 als Dienstknecht in einer Textilfabrik. Zudem war er, als Nachfolger von Friedrich Scheuchzer von 1895 bis 1928 Redaktor der Bülach-Dielsdorfer-Wochenzeitung, aus der 1949 die Tageszeitung Zürcher Unterländer hervorging. Ihm folgte Alfred Illi (1895–1969). Zwischenzeitig war er 1902 von seiner Tätigkeit als Redakteur zurückgetreten.
Als Landwirt betätigte er sich von 1899 bis 1912 auf dem Gut seines Schwiegervaters und war darauf von 1912 bis 1928 Bezirksrichter und in dieser Zeit von 1912 bis 1915 Präsident des Bezirksgerichts Bülach.

### Politisches Wirken
Bis zu seinem Rücktritt 1893 war Fritz Bopp Mitglied und bis zum 21. Januar 1892 Aktuar des Zürcherischen Bauernbunds, einer Organisation, die 1891 von Konrad Keller aus Oberglatt ins Leben gerufen worden war. Zu Beginn seiner Karriere war er Mitglied der Demokratischen Partei.
Er war einer der ersten Bauernführer des Kantons und versuchte die wirtschaftlich bedrohte Bauernschaft zu stärken, zu welchem Zweck er eine unabhängige politische Organisation anstrebte. 1907 gründete er die Demokratische Bauernpartei des Bezirks Bülach und war 1917 Mitbegründer der kantonalzürcherischen Bauernpartei (siehe Bauern-, Gewerbe- und Bürgerpartei), aus der er 1923 – erst aus der Fraktion und 1924 aus der Partei – austrat.
Seit 1896 war er, als Nachfolger von Heinrich Kern, im Kantonsrat vertreten. Nachdem er 1910 in der Gemeinderatswahl nicht wieder gewählt worden war, legte er darauf auch sein Amt als Kantonsrat nieder, wurde aber, obwohl er eine Kandidatur ablehnte, im April 1910 mit grosser Mehrheit wieder gewählt. 1918 trat er, nach einem Auftritt der Frauenrechtlerin Rosa Bloch vor dem Kantonsrat, von seinem Amt als Rat zurück.
Vom 7. Juni 1915 bis zum 6. Januar 1928 war er Nationalrat. Bei der Nationalratswahl 1925 wurde für ihn eine besondere Nationalratswahlliste, die Freie Bauernliste, aufgestellt, damit er, der zuvor aus der Bauernpartei ausgetreten war, als fraktionsloser wieder gewählt werden konnte. 1928 trat er von seinem Amt als Nationalrat zurück; ihm folgte Emil Heller.
Er war ein Vorkämpfer für den Bau der Eisenbahn.
Fritz Bopp vertrat zunehmend eine Abwehrideologie mit autoritären und antimodernistischen Zügen, warnte vor geistiger Überfremdung und Vermassung und stellte gegen diese Bedrohung einen gesunden und starken Bauernstand. Zur Stärkung des bäuerlich-ländlichen Einflusses setzt er sich für den Proporz ein und war 1902, gemeinsam mit Charles-Eugène Fonjallaz (1853–1917), Initiant einer Initiative, die sich dafür einsetzte, dass eine Revision des Artikel 72 der Bundesverfassung erfolgen solle, sodass in Zukunft nicht mehr die Wohnbevölkerung, sondern nur die schweizerbürgerliche Wohnbevölkerung für die Repräsentation im Nationalrat massgebend sein sollte. Dies hätte zur Folge, dass auf 20.000 schweizbürgerliche Einwohner ein Mitglied gewählt werden könne.
Er bekämpfte staatssozialistische Tendenzen, war ein entschiedener Gegner des Landesstreiks, vertrat eine rigorose Sparpolitik und lehnte das Frauenstimmrecht sowie den Völkerbund ab. Hierbei verhinderte jedoch sein schwieriger Charakter einen grösseren persönlichen Einfluss.
Rudolf Maurer (1872–1963) war sein politischer Weggefährte, mit dem er auch befreundet war.

### Schriftstellerisches Wirken
In seiner Lyrik feierte Fritz Bopp traditionelle Werte und Tugenden wie Heimat, Natur, Bauernstand und Bauernarbeit. Er pflegte eine Freundschaft mit der Dichterin Isabelle Kaiser.

## Ehrungen und Auszeichnungen
1966 wurde auf dem Friedhof Bülach ein Gedenkstein für Fritz Bopp eingeweiht.
An seinem Geburtshaus an der Hinterdorfstrasse 3 in Dielsdorf ist eine Gedenkplatte angebracht.
In Bülach wurde der Fritz-Bopp-Weg nach ihm benannt.

## Schriften und Gedichte (Auswahl)
- Zug. In: Zuger Volksbatt vom 31. Juli 1894. S. 1 (Digitalisat).
- Wolken und Sterne. Frauenfeld 1896.[30]
- Neue Gedichte. Frauenfeld 1904.[31]